# Scottish FA Cup 1960/61
Der Scottish FA Cup wurde 1960/61 zum 76. Mal ausgespielt. Der wichtigste Fußball-Pokalwettbewerb im schottischen Vereinsfußball wurde vom Schottischen Fußballverband geleitet und ausgetragen. Er begann am 28. Januar 1961 und endete mit dem Wiederholungsfinale am 26. April 1961 im Hampden Park von Glasgow. Als Titelverteidiger starteten die Glasgow Rangers in den Wettbewerb, die sich im Finale des Vorjahres gegen den FC Kilmarnock durchsetzen konnten. Im diesjährigen Endspiel um den Schottischen Pokal standen sich die Celtic Glasgow und Dunfermline Athletic gegenüber. Für Celtic war es das insgesamt 27. Endspiel seit 1889. Dunfermline erreichte zum ersten Mal in der Vereinsgeschichte das Finale. Nach einem Torlosen ersten Spiel, gewann Dunfermline das Wiederholungsfinale mit 2:0. Es war damit der erste Pokalsieg für den Verein im Scottish FA Cup. Celtic verlor nach 1955 und 1956 das dritte Endspiel in Folge. In der Saison 1960/61 wurde Celtic nur Tabellenvierter, Dunfermline zwölfter. Schottischer Meister und Ligapokalsieger wurden die Rangers. In der folgenden Saison nahm Dunfermline Athletic am Europapokal der Pokalsieger teil und schied dort im Viertelfinale gegen den ungarischen Vertreter Újpesti Dózsa SC aus.

## 1. Runde
Ausgetragen wurden die Begegnungen am 28. Januar 1961. Die Wiederholungsspiele fanden am 1. Februar 1961 statt.
|                     | Ergebnis |                       |
| ------------------- | -------- | --------------------- |
| Alloa Athletic      | 5:4      | FC East Stirlingshire |
| Berwick Rangers     | 1:4      | Dunfermline Athletic  |
| FC Clyde            | 0:2      | Hibernian Edinburgh   |
| FC Deveronvale      | 1:0      | Stirling Albion       |
| Elgin City          | 2:2      | Airdrieonians FC      |
| FC Falkirk          | 1:3      | Celtic Glasgow        |
| Heart of Midlothian | 9:0      | Tarff Rovers          |
| FC Keith            | 1:2      | FC East Fife          |
| FC Montrose         | 3:1      | Albion Rovers         |
| Peebles Rovers      | 4:2      | Gala Fairydean Rovers |
| Queen of the South  | 1:1      | FC St. Johnstone      |
| FC Queen’s Park     | 2:3      | FC Arbroath           |
| Third Lanark        | 2:0      | FC Stenhousemuir      |

### Wiederholungsspiele
|                  | Ergebnis  |                    |
| ---------------- | --------- | ------------------ |
| Airdrieonians FC | 2:0       | Elgin City         |
| FC St. Johnstone | 1:2 n. V. | Queen of the South |

## 2. Runde
Ausgetragen wurden die Begegnungen am 11. Februar 1961. Das Wiederholungsspiel fand am 15. Februar 1961 statt. 
|                     | Ergebnis |                      |
| ------------------- | -------- | -------------------- |
| FC Aberdeen         | 4:2      | FC Deveronvale       |
| Alloa Athletic      | 2:0      | FC Dumbarton         |
| Ayr United          | 0:0      | Airdrieonians FC     |
| Brechin City        | 5:3      | FC Duns              |
| Buckie Thistle      | 0:2      | Raith Rovers         |
| Celtic Glasgow      | 6:0      | FC Montrose          |
| FC Cowdenbeath      | 1:4      | FC Motherwell        |
| FC Dundee           | 1:5      | Glasgow Rangers      |
| Dundee United       | 0:1      | FC St. Mirren        |
| FC East Fife        | 1:3      | Partick Thistle      |
| Forfar Athletic     | 2:0      | Greenock Morton      |
| Hibernian Edinburgh | 15:1     | Peebles Rovers       |
| FC Kilmarnock       | 1:2      | Heart of Midlothian  |
| Queen of the South  | 0:2      | Hamilton Academical  |
| FC Stranraer        | 1:3      | Dunfermline Athletic |
| Third Lanark        | 5:2      | FC Arbroath          |

### Wiederholungsspiel
|                  | Ergebnis |            |
| ---------------- | -------- | ---------- |
| Airdrieonians FC | 3:1      | Ayr United |

## Achtelfinale
Ausgetragen wurden die Begegnungen am 25. Februar 1961. Die Wiederholungsspiele fanden am 1. März 1961 statt.
|                     | Ergebnis |                      |
| ------------------- | -------- | -------------------- |
| FC Aberdeen         | 3:6      | Dunfermline Athletic |
| Alloa Athletic      | 2:1      | Forfar Athletic      |
| Brechin City        | 0:3      | Airdrieonians FC     |
| Hamilton Academical | 0:4      | Hibernian Edinburgh  |
| FC Motherwell       | 2:2      | Glasgow Rangers      |
| Partick Thistle     | 1:2      | Heart of Midlothian  |
| Raith Rovers        | 1:4      | Celtic Glasgow       |
| FC St. Mirren       | 3:3      | Third Lanark         |

### Wiederholungsspiele
|                 | Ergebnis |               |
| --------------- | -------- | ------------- |
| Glasgow Rangers | 2:5      | FC Motherwell |
| Third Lanark    | 0:8      | FC St. Mirren |

## Viertelfinale
Ausgetragen wurden die Begegnungen am 11. März 1961. Das Wiederholungsspiel fand am 15. März 1961 statt.
|                      | Ergebnis |                     |
| -------------------- | -------- | ------------------- |
| Celtic Glasgow       | 1:1      | Hibernian Edinburgh |
| Dunfermline Athletic | 4:0      | Alloa Athletic      |
| Heart of Midlothian  | 0:1      | FC St. Mirren       |
| FC Motherwell        | 0:1      | Airdrieonians FC    |

### Wiederholungsspiel
|                     | Ergebnis  |                |
| ------------------- | --------- | -------------- |
| Hibernian Edinburgh | 0:1 n. V. | Celtic Glasgow |

## Halbfinale
Ausgetragen wurden die Begegnungen am 1. April 1961. Das Wiederholungsspiel fand am 5. April 1961 statt.
|                      | Ergebnis |                  |
| -------------------- | -------- | ---------------- |
| Celtic Glasgow       | *4:0 *   | Airdrieonians FC |
| Dunfermline Athletic | **0:0 ** | FC St. Mirren    |

### Wiederholungsspiel
|                      | Ergebnis |               |
| -------------------- | -------- | ------------- |
| Dunfermline Athletic | **1:0 ** | FC St. Mirren |

## Finale
| Dunfermline Athletic                     | Dunfermline Athletic | Celtic Glasgow | Celtic Glasgow |
| ---------------------------------------- | --- | --- | -------------- |
| Dunfermline Athletic                     | \| Finale \| \| 22. April 1961 in Glasgow (Hampden Park) \| \| Ergebnis: 0:0 \| \| Zuschauer: 113.328 \| \| Schiedsrichter: Hugh Phillips \| \| Spielbericht \|                                      | \| Finale \| \| 22. April 1961 in Glasgow (Hampden Park) \| \| Ergebnis: 0:0 \| \| Zuschauer: 113.328 \| \| Schiedsrichter: Hugh Phillips \| \| Spielbericht \|                            | Celtic Glasgow |
| Dunfermline Athletic                     | Eddie Connachan – Cammie Fraser, Willie Cunningham, Ron Mailer, Jackie Williamson – George Miller, Harry Melrose, George Peebles, Dan McLindon – Alex Smith, Charlie Dickson Cheftrainer: Jock Stein | Frank Haffey – Duncan MacKay, Jim Kennedy, Pat Crerand, Billy McNeill – John Clark, Charlie Gallagher, Willie Fernie, Alex Byrne – John Hughes, Stevie Chalmers Cheftrainer: Jimmy McGrory | Celtic Glasgow |
| Finale                                   | | |                |
| 22. April 1961 in Glasgow (Hampden Park) | | |                |
| Ergebnis: 0:0                            | | |                |
| Zuschauer: 113.328                       | | |                |
| Schiedsrichter: Hugh Phillips            | | |                |
| Spielbericht                             | | |                |

## Wiederholungsfinale
| Dunfermline Athletic                     | Dunfermline Athletic | Celtic Glasgow | Celtic Glasgow |
| ---------------------------------------- | --- | --- | -------------- |
| Dunfermline Athletic                     | \| Finale \| \| 26. April 1961 in Glasgow (Hampden Park) \| \| Ergebnis: 2:0 (0:0) \| \| Zuschauer: 87.866 \| \| Schiedsrichter: Hugh Philips \| \| Spielbericht \|                             | \| Finale \| \| 26. April 1961 in Glasgow (Hampden Park) \| \| Ergebnis: 2:0 (0:0) \| \| Zuschauer: 87.866 \| \| Schiedsrichter: Hugh Philips \| \| Spielbericht \|                           | Celtic Glasgow |
| Dunfermline Athletic                     | Eddie Connachan – Cammie Fraser, Willie Cunningham, Ron Mailer – George Miller, John Sweeney, George Peebles, Harry Melrose – Alex Smith, Charlie Dickson, Dave Thomson Cheftrainer: Jock Stein | Frank Haffey – Duncan MacKay, Willie O’Neill, Pat Crerand, Billy McNeill – John Clark, Charlie Gallagher, Willie Fernie, Alex Byrne – John Hughes, Stevie Chalmers Cheftrainer: Jimmy McGrory | Celtic Glasgow |
| Dunfermline Athletic                     | 1:0 Dave Thomson (67.) 2:0 Charlie Dickson (88.) | | Celtic Glasgow |
| Finale                                   | | |                |
| 26. April 1961 in Glasgow (Hampden Park) | | |                |
| Ergebnis: 2:0 (0:0)                      | | |                |
| Zuschauer: 87.866                        | | |                |
| Schiedsrichter: Hugh Philips             | | |                |
| Spielbericht                             | | |                |